# 델타 5
델타 5(Delta 5)는 잉글랜드 리즈에서 결성한 포스트펑크 밴드이다. 보컬 겸 기타리스트 줄즈 세일, 베이시스트 로스 알렌, 베이시스트 베선 피터스, 드러머 켈빈 나이트, 기타리스트 앨런 리그스로 구성됐다.

## 역사

### 결성

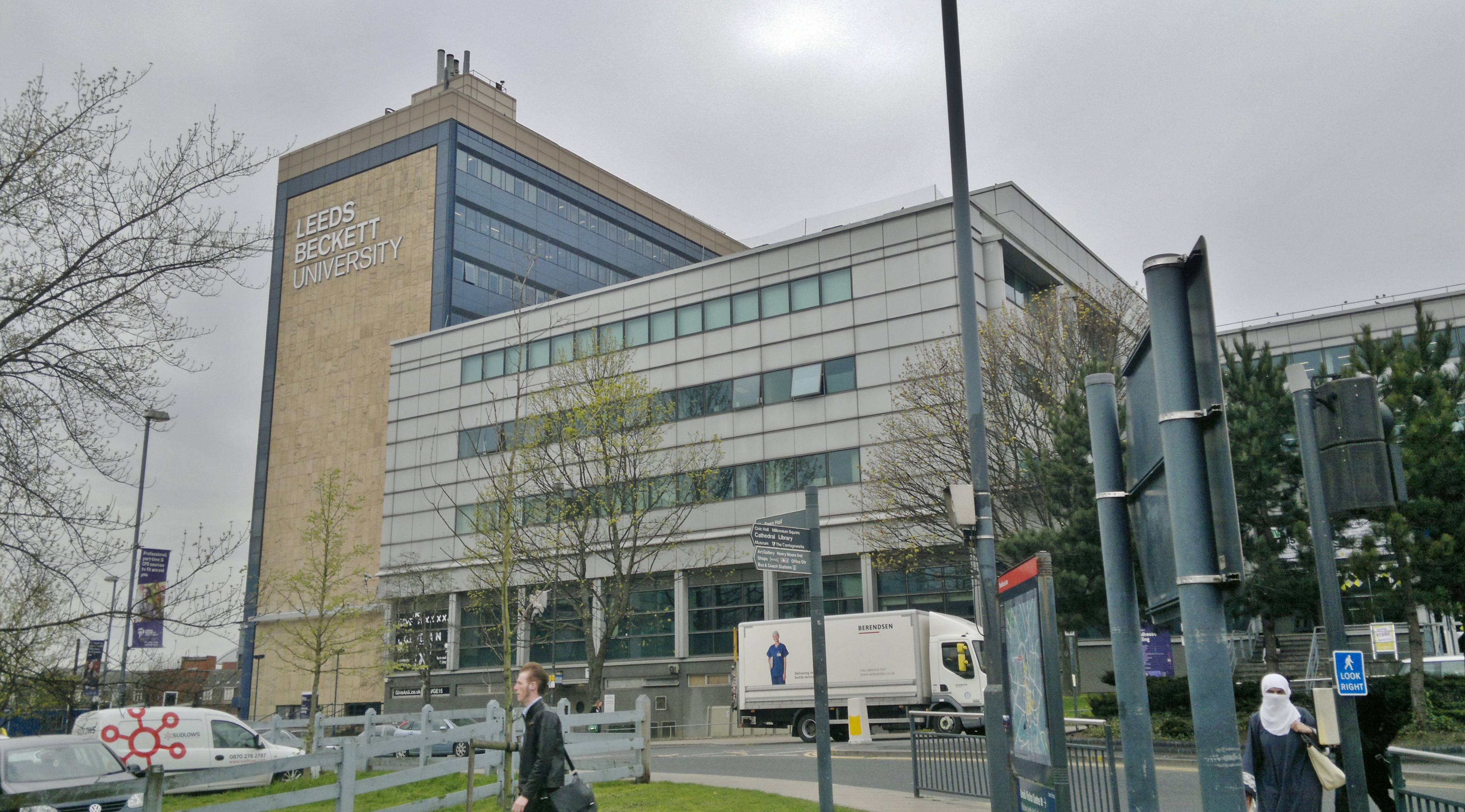
리즈 폴리테크닉의 후신인 리즈 베켓 대학교의 모습

1974년 리즈 폴리테크닉에 미술 전공으로 입학한 로스 알렌은 같은 전공이었던 앤디 길, 존 랭포드, 존 킹, 케빈 라이세트, 톰 그린핼시 등과 어울렸다. 이후 1976년 앤디와 존 킹 등이 갱 오브 포를 결성하지 얼마 지나지 않았을 때 랭포드, 케빈, 톰 등과 함께 메콘스를 결성했다. 하지만 첫 번째 싱글 발매 이후 얼마 지나지 않은 1978년 중반 학업을 위해 밴드를 탈퇴하였다.
한편 뉴질랜드 출생에 호주에서 자란 베선 피터스 또한 폴리테크닉에서 재학했으며, 스트랫퍼드 출신의 줄즈 세일은 레밍턴 스파에서 미술 파운데이션을 마친 후 1977년 가을 리즈 폴리테크닉에 입학했다. 줄즈는 음악을 하고 싶다는 관심을 통해 베선을, 그 후에는 갱 오브 포 및 메콘스 등과 접촉하기 시작했다. 이후 베선과 줄즈는 각각 메콘스의 마크 화이트와 그린핼시와 사귀었으며, 이를 통해 로스와도 만나게 되었다. 로스는 “아는 사람 중 유일하게 밴드 활동을 하지 않았던 사람들”이었던 베선과 줄즈와 어울렸고, 둘이 새로운 밴드를 제안하였을 때 이를 수락하면서 1978년 9월 밴드가 결성됐다.

### 초기

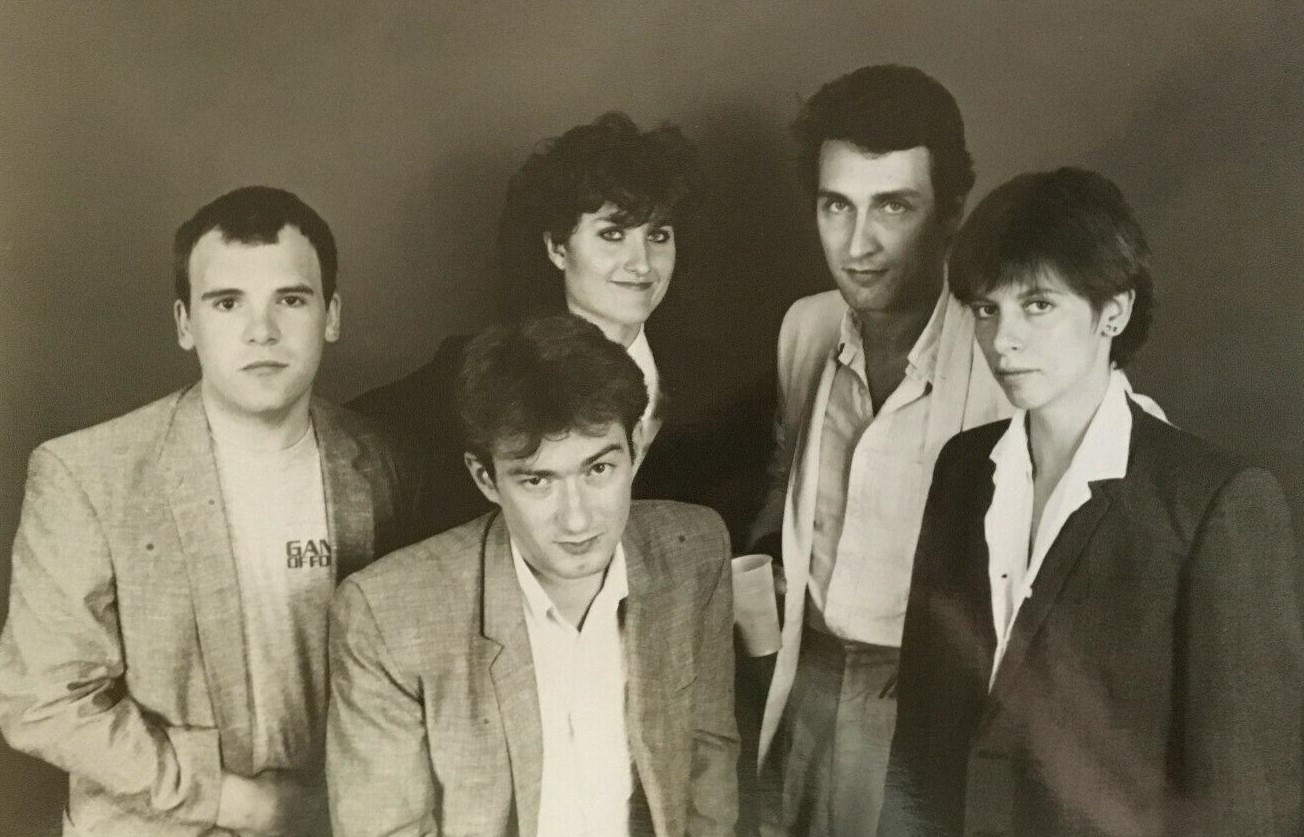
델타 5의 활동에 많은 영향을 끼친 갱 오브 포(사진)의 모습

갱 오브 포가 사용하던 악기를 빌려서 연주하였으며, 연습실 또한 갱 오브 포가 이용하던 연습실을 야간에 사용하였다. 델타 5라는 밴드명 또한 갱 오브 포와 메콘스와 밀접한 연관이 있다. “델타”는 메콩강 삼각주(Mekong Delta)와 네 번째 그리스 문자에서 따온 것으로, 로스에 따르면 밴드명에 대해 고심을 하던 중 누군가가 메콩강 삼각주를 언급해서 결정하게 됐다. “5”는 다섯 명의 멤버를 의미한다.
밴드의 첫 공연은 1978년 11월 24일 노팅엄의 샌드파이퍼에서 갱 오브 포의 지원 공연이었다. 초기 밴드의 공연에는 주변인들이 참여하기도 했는데 갱 오브 포의 베이시스트였던 데이브 알렌은 드럼을, 메콘스의 드러머 존 랭포드와 갱 오브 포의 공연 매니저이자 휴고 버넘의 형제인 졸리언 버넘은 기타 연주를 했다. 이러한 일회성 참여에는 메콘 델타 4, 메콘 델타 5, 메콘 포 더 메콘스(Mekon for the Mekons), 델타 포 델타 5(Delta for Delta 5), 100 플라워스 블룸(100 Flowers Bloom) 등 다양한 이름으로 공연을 진행했다.
한편 우연히 접한 〈Mind Your Own Business〉의 가사가 마음에 들었던 밴드는 가사를 쓴 요크 대학교 음악 전공이자 메콘스의 사운드맨이었던 베스트를 밴드에 영입했다. 이 시기 밴드는 랭포드와 함께 〈Mind Your Own Business〉와 〈You〉 등 공연에서 부를 노래들을 작곡했다. 하지만 랭포드는 델타 5 보다는 메콘스 활동에 더 치중했으며, 베스트는 1979년 초 에든버러로 이사하면서 밴드를 탈퇴했다. 짧은 기간만 활동했음에도 불구하고 작가 짐 둘리는 베스트가 "델타 5의 발달에 중요한 역할을 맡았다"고 보았다. 이후 1979년 3월, 베스트의 뒤를 이어 드러머 자리에는 켈빈 나이트가 들어왔다. 펑크 밴드의 드러머이자 레드 라이노의 직원이었던 요크 출신의 나이트는 오디션을 통해 휴고가 연극에 집중하기 위해 떠난 갱 오브 포의 드러머로 들어갔다. 하지만 얼마 지나지 않아 휴고가 다시 밴드로 들어오게 되면서 갱 오브 포는 대신 줄즈의 번호를 주었다. 줄즈와 만난 켈빈은 델타 5가 여태껏 자신이 해왔던 밴드와 다르다는 것을 느끼고 밴드에 들어왔다. 이후 켈빈과 친분이 있었던 기타리스트 앨런 릭스가 1979년 5월 오디션을 통해 밴드를 가입했다.
델타 5가 처음으로 녹음한 데모는 픽션 레코드를 위한 것이었다. 본래 픽션의 크리스 패리는 메콘스에게 관심을 가지고 메콘스에게 데모 제작 제안을 했으나 계획이 틀어지고 대신 델타 5가 그 자리를 채웠다. 밴드는 스튜디오 이용 시간을 이용해 재빠르게 〈Mind Your Own Business〉와 〈You〉를 녹음했지만, 픽션과의 계약은 성사되지 않았다. 하지만 당시 EMI 레코드와 막 계약을 맺은 갱 오브 포의 매니저 롭 워가 EMI에게 테이프를 건넸고, EMI는 델타 5에게 스튜디오 예약을 제안했다. 이후 같은 해 9월 갱 오브 포가 《Entertainment!》를 녹음하던 워크하우스 스튜디오에서 갱 오브 포가 매드니스 및 스페셜스와의 공연으로 자리를 비웠을 때 워의 프로듀싱 아래에 녹음을 진행했다. 원래는 픽션 레코드와의 데모처럼 〈Mind Your Own Business〉와 〈You〉를 녹음할 예정이었으나 계획이 변경돼 〈You〉 대신 〈Now That You've Gone〉을 녹음했다. 한편 EMI가 테이프를 거절할 것이라 생각한 롭은 러프 트레이드 레코드의 조프 트래비스에게도 테이프를 주었다. 노래에 인상을 받은 트래비스는 밴드의 공연을 몇 차례 보았고 이후 계약을 체결했다. 당시 델타 5는 대형 레이블에서는 불가능에 가까웠던 수익 절반을 가져가는 계약을 맺었다.

### 러프 트레이드
1979년 12월 〈Mind Your Own Business〉와 〈Now That You've Gone〉을 발매했다. 추가적인 녹음 없이 워크하우스 스튜디오 녹음본을 리믹스 처리만 하였으며, 싱글의 표지는 밴드가 랭포드에게 부탁한 그림을 사용하였다. 사운즈의 앨런 루이스는 "러프 트레이드가 매우 좋아하는 다소 단조롭고 간절한 성차별에 반대하는 록 타입의 노래"라고 표현했고, 슬래시의 크레이그는 "갱 오브 포풍의 기타 브레이크와 지적인 꾸짖음의 느낌이 흥미롭고 약간은 특이하지만 충분히 듣기 좋은 새로운 음악 중 하나로 만든다"라고 호평했다. 또한 1980년 1월 19일 최초로 발행된 영국의 인디펜던트 싱글 차트에서는 3위를 기록했다.
존 필은 라디오에서 발매 일주일 전 사무실로 배달된 〈Mind Your Own Business〉를 틀면서 노래를 "오랜만에 들은 최고의 노래"라고 호평했는데, 켈빈은 이때 운전 중이던 베선이 차사고를 낼 뻔했다고 회상했다. 필은 그날 노래를 두 번 틀었으며, 러프 트레이드를 통해 밴드의 번호를 받은 후 이튿날 밴드와의 세션을 예약했다. 필 세션은 2월 4일 BBC 소유의 메이드 베일 스튜디오 4에서 이루어졌으며 〈Delta 5〉, 〈Colour〉, 〈Make Up〉, 〈Anticipation〉, 〈You〉까지 5곡을 녹음했다. 필은 세션 장소에는 없었지만, 일주일 후 라디오에서 세션을 연주하며 최고의 세션 중 하나라고 극찬했다.
2월에는 아몬 뒬 II와 호크윈드에서 활동했던 데이브 앤더슨이 운영하는 웨일스의 포얼 스튜디오에서 〈You〉와 〈Anticipation〉의 녹음을 며칠 동안 진행했다. 7월 핀란드에서의 공연을 위해 이용한 핀에어에는 슬리츠, 배드 매너스, 아이언 메이든이 있었다. 델타 5는 배드 매너스와 같은 곳에서 공연을 하게 되는 슬리츠와 친해졌고, 배드 매너스는 "새 싱글에 호른이 필요하면 연락하라"라고 이야기했다. 1980년 8월 2일자 사운즈 표지에 베선과 로스의 사진이 쓰였는데, 멤버들은 표지에 여성 멤버만 쓰인 것과 더불어 해당 호의 담긴 인터뷰 내용 등을 "성차별주의적"이라고 비판했다. 9월 2일 두 번째 필 세션으로 〈Triangle〉, 〈Journey〉, 〈Try〉, 〈Leaving〉 등을 녹음했고, 월말에 미국 투어를 진행했다. 투어로 벌어들인 액수는 15달러 남짓이었으나, 미국 내에서의 인지도가 상승하게 되었고 발매 예정 싱글이었던 〈Colour〉와 〈Try〉의 선주문 건수가 4천여 장을 넘었다.
러프 트레이드의 미국 진출을 위해 러프 트레이드 음악가의 싱글을 수록한 컴필레이션 《Wanna Buy a Bridge?》에 〈Mind Your Own Business〉가 수록되었는데, 빌리지 보이스의 로버트 크리스트가우 등을 포함한 많은 평론가들이 〈Mind Your Own Business〉를 음반의 하이라이트로 꼽았다. 크리스마스 이전 러프 트레이드를 떠난 후에는 공연을 통해 나온 돈으로 생활했고, 예산이 떨어진 다음 날 카리스마 레코드 산하의 레이블인 프리 레코드와 계약했다.

### 프리
1981년 1월, 뮤직 위크가 대형 레이블들의 그해 동향을 분석하는 기사에서 카리스마가 전년보다 3배 이상의 돈을 프리에 사용하며, 그중 4월에 발매 예정인 델타 5의 새 음반에 가장 큰 지원 및 마케팅을 할 예정이라고 언급했다. 2월 18일에는 암스테르담에서 페레 우부 공연과 함께 공연했으며, 3월에는 갱 오브 포의 《Solid Gold》 발매 기념 투어에서 갱 오브 포와 페레 우부와 함께 영국 투어를 진행했다. 줄즈는 이 투어가 밴드에게 "재밌으면서도 값진 경험"이라고 언급했다. 1981년 7월 중순에는 〈Shadow〉와 〈Leaving〉을 발매했지만, 많은 음악 잡지들이 싱글을 부정적으로 평가했다. 1981년 7월 29일에는 《See the Whirl》이 발매되었다. 평론가들은 음반에 양분된 반응을 보였다. 사운즈의 믹 싱클레어는 "모든 것이 너무 중독적"이라며 만점을 준 반면, NME의 그레이엄 락은 "너무 실망스럽다"라면서 음반에 "공간, 열정, 논쟁이 너무나도 부족하다"라고 혹평했다.
음반이 기대하는 수준에 미치지 못하면서 "실질적인 방향성"을 잃게 되었고, 밴드는 점점 분열되기 시작했다. 로스는 1981년 말부터 시작된 이 시기를 "느린 과정"이라고 칭했다. 1982년 1월 줄즈와 앨런이 밴드를 탈퇴했다. NME는 앨런은 솔로 준비를 위해, 줄즈는 "악감정 때문에 허겁지겁 나간 것 같다"고 보도했다. 이후 켈빈이 4월에 밴드를 떠났다. 그리고 기존의 멤버들이 대거 밴드를 나가면서 새로운 사람들이 합류했다. 줄즈의 역할을 물려받아 보컬과 기타, 베이스까지 연주했던 재키 캘리스는 당시 휴먼 리그의 멤버였던 조 캘리스의 동생이었으며, 앨런을 대체한 에든버러 출신의 그레이엄 헤이는 부츠 포 댄싱의 기타리스트였다. 앨런은 "수, 베선, 심지어는 재키까지 그레이엄의 기타 실력이 충분하지 않았다고 느꼈으며, 더 잘 하는 사람으로 바뀌길 바랐다"고 언급했다. 사이먼 피시는 켈빈을 대신해 드러머를 맡았는데, 켈빈은 탈퇴 후 "그가 얼마나 형편없는지를 기대하며 공연을 보러갔으나 그렇지 않았다"고 회고했다.
1982년 2월 재키와 그레이엄이 합류한 이후 이탈리아 투어를 진행했으며, 피시까지 합류한 이후 8월부터 공연을 시작했다. 새로운 라인업의 첫 공연을 리뷰한 멜로디 메이커의 프랭크 워럴은 초반에는 재키의 미숙한 보컬에 문제가 있었지만, 시간이 지나면서 무대에서 다양한 동작을 펼치며 공연을 이어갔다고 극찬했다. 그리고 8월 5일에는 싱글 〈Powerlines〉와 〈The Heart Is a Lonely Hunter〉를 발매했다. 스크리티 폴리티의 그린 가트사이드는 멜로디 메이커의 싱글 리뷰에서 〈The Heart Is a Lonely Hunter〉를 "그다지 새롭지 않은 록과 팝 영역 사이의 어딘가"라고 표현했다. 하지만 켈빈을 대체한 드러머 몇 명과 해고된 그레이엄을 대신하는 기타리스트 영입 등 잦은 구성원 교체로 싱글 발매 이후 얼마 지나지 않아 밴드는 해체되었다. 로스는 밴드 최후에 대해 다음과 같이 말했다.
저는 그[그레이엄이 쫓겨나고 새 기타리스트가 영입된] 후 얼마 지나지 않아 일이 진행되는 방식에 불만을 가진 채 떠났습니다 … 제가 떠난 다음 날, 프리는 델타 5와의 관계를 끊었죠 – 어쨌든 이런 일이 일어났을 거예요. 제 생각에 그들은 아마 제가 탈퇴한 지도 몰랐을걸요!

### 해체 이후
밴드가 해체한 후 일부 멤버는 계속해서 음악 산업에 머물렀다. 베선은 1983년 발매된 펀 보이 스리의 음반 《Waiting》에서 베이스로 참여했고, 재키는 1980년대 중반 델톤스를 결성했으며, 앨런은 1982년 프리에서 트웬티 인치스 앳 더 니(영어: Twenty Inches at the Knee)라는 밴드를 통해 싱글 〈Spiy in the House of Love〉를 발매했다. 밋지 유르는 싱글에 대해 노래 자체는 나쁘지 않으나 프로듀서가 필요해보인다고 언급했다. 이후 1990년대에는 엘렉트라 레코드와 계약한 마더스라는 밴드에서 활동했다. 켈빈은 레드 라이노에서 일하다가 논 모어 블랙(None More Black)이라는 이름의 밴드 매니지먼트 회사를 설립했으며, 줄즈는 몇 년간 러프 트레이드의 사무실에서 일한 후 결혼 후에는 태국으로 건너가 공립학교에서 25년 넘게 영어를 가르쳤다. 3D 디자인을 전공한 로스는 애니메이터로 활동하면서 디즈니, 워너 브라더스 스튜디오에서 일했으며, 선덜랜드 대학교의 교수로 임용됐다. 또한 메콘스 초기에 활동한 멤버끼리 재결성한 메콘스 77에서 음악 활동을 이어나가고 있다. 탈퇴 후 플라워스의 멤버와 휴먼 리그의 매니저 등으로 활동했던 베스트는 1980년대 초반 비즈니스와 생명과학에 관심을 가졌으며, 이후 돌리 복제 기술의 상용화에 기여하였다.
2006년, 킬 록 스타스는 《Singles & Sessions 1979–81》을 발매하였다. 음반 발매를 진행한 제이슨 그로스는 카리스마에서 라이선스로 많은 돈을 요구했기 때문에 《See the Whirl》 대신 러프 트레이드 시기의 싱글, BBC 라디오의 필과 스키너 세션, 그리고 1980년 샌프란시스코에서 녹음된 라이브로 대체했다고 언급했다. 2009년 11월, 〈Mind Your Own Business〉 발매 30주년을 기념하여 뉴 오더의 피터 훅이 맨 레이(Man Ray)라는 가명으로 리믹스한 싱글이 발매되었다. 2011년에는 《See the Whirl》 발매 30주년을 기념해 피터의 리믹스와 더불어 디어후프와 모네이 라마가 각각 리믹스한 〈Mind Your Own Business〉가 수록된 《Singles and Sessions Plus》가 발매됐다. 이듬해 앨런은 영국의 밴드 랭글러의 《Mind Your Own Sequence EP》에 수록된 〈Mind Your Own Business〉 리메이크에 기타로 참여했다.
2015년 12월 2일, 켈빈이 간부전 및 신부전으로 사망하였다. 이후 2021년, 애플이 아이폰의 보안에 대한 광고에 〈Mind Your Own Business〉를 사용하여 인기를 끌었다. 광고 제작사의 직원이자 《Singles & Sessions 1979–81》 발매 당시 킬 록 스타스의 인턴이었던 로렌 로스는 노래의 주제가 애플이 강조하는 개인 정보 보호에 부합한다며 "테러버드와 킬 록 스타스, 밴드 모두 계획이 실행되는 것을 보며 흥분했다"라고 언급했다. 같은 해 9월 줄즈가 태국에서 암으로 사망했다. 2023년, 리즈의 포스트펑크 노래를 모은 컴필레이션 음반 《The Art School Dance Goes On: Leeds Post-Punk 1977-84》에 〈Alone〉의 라이브 버전이 수록됐다.

## 스타일

### 음악
우리는 모두 섹스 피스톨즈의 "Anarchy Tour"라는 큰 행사에 관심이 있었지만, 서로 다른 것들을 들으며 자랐다. 록시 뮤직, 보위, 오티스 레딩, 제임스 브라운까지. 모든 것이 뒤섞였고, 1977-78년 펑크 음악을 거쳐 변화되면서 완전히 새로운 사운드를 만들어냈다.

밴드의 멤버들은 노던 솔, 모타운, 아서 알렉산더, 제임스 브라운, 마빈 게이, 《Saturday Night Fever》와 같은 디스코, 조지 클린턴의 펑카델릭과 팔러먼트, 부치 콜린스, 시크, 오티스 레딩, 데이비드 보위, 록시 뮤직, 밥 말리 & 더 웨일러스, 닥터 필굿의 윌코 존슨의 영향을 받았다고 언급했다. 특히 앨런은 앤디의 기타 사운드와 자주 비교되었던 스타카토 기타 사운드에 대해 앤디보다는 브라운의 영향을 받았다고 이야기하면서 "제임스 브라운은 여기 모든 것에 영향을 미쳤다"라고 밝혔다.

### 가사
NPR의 로렌 디블라시는 정치적 언급 대신 "무문별한 사회를 이해하는 데 도움이 되는 영리함과 재치를 무기로 삼았다"고 분석했다.

### 공연 및 기타

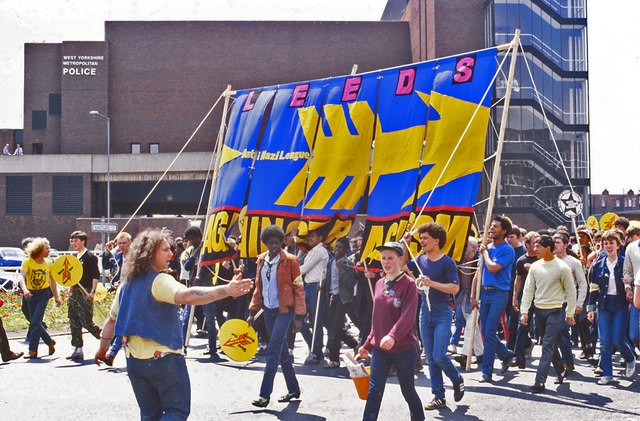
1981년 리즈에서 진행된 록 어게인스트 레이시즘 시위의 모습

델타 5는 갱 오브 포와 메콘스와 함께 활발한 록 어게인스트 레이시즘(RAR)의 활동을 이어나갔다. 리즈에서 RAR 운동을 주도한 폴 퍼니스는 델타 5가 리즈 RAR 클럽에서 마치 소속 밴드인 것처럼 많은 공연을 했다고 밝혔다. 로스는 “그들을 지지하는 것이 중요하다고 느꼈기에 우리가 시간이 될 때마다 RAR 공연을 했다“고 언급했다.

## 영향

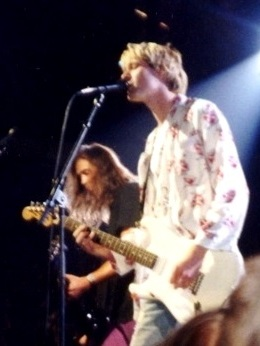
가장 좋아하는 밴드 중 하나로 델타 5를 언급한 커트 코베인(사진)

사후 출판된 너바나의 멤버 커트 코베인의 일기에서 코베인은 좋아하는 밴드 및 음악가 중 하나로 델타 5를 적었고, 포그스의 셰인 맥고원과 섹스 피스톨즈와 퍼블릭 이미지 리미티드의 존 라이든, 콕토 트윈스의 사이먼 레이먼드 등은 인터뷰에서 밴드에 대한 존경을 표했다. 비스티 보이즈의 마이크 D와 케이트 셸렌백도 영향을 받은 밴드 중 하나라고 언급했다. 평론가 사이먼 레이놀즈는 셸렌백의 밴드 루셔스 잭슨의 〈Daughters of the Kaos〉에서 델타 5와 같은 1980년대 초반 여성 포스트펑크 밴드의 영향이 드러난다고 묘사했다. 마린 걸스로 활동했던 트레이시 손은 《A Day By The Sea》를 제작할 당시 밴드의 영향을 받았으며, 음반 자체가 델타 5와 "비슷한 소리가 나게 시도했던 것 같다"라고 밝혔다. 또한 《A Day By The Sea》의 수록곡 〈Hate the Girl〉은 〈You〉를 베껴왔다고도 덧붙였다. 슬리터 키니의 보컬리스트 캐리 브라운스타인은 델타 5 음악의 특징인 "명상에 가까운" 가사의 반복을 좋아한다고 이야기했다.
일부 음악가들은 델타 5의 노래를 리메이크하였다. R. 스티비 무어, 덤 덤 걸스, 칙스 온 스피드, 피그페이스 등은 〈Mind Your Own Business〉를 커버하였으며, 데뷔 이전 델타 5의 노래로 리허설을 했던 쇼넨 나이프는 1982년에 자체 발매한 음반 《みんなたのしく少年ナイフ》에서 〈You〉를 번안한 〈サボテン〉을 수록했다. 인디 레이블 밤 더 트위스트는 2016년 켈빈을 기리는 의미로 델타 5의 헌정 음반인 《Days of Our Youth》를 발매했다. 음반에는 메콘스의 케빈 라이세트가 활동한 밴드 힐 밴디츠와 익스펠레어스 등 델타 5와 동시대에 활동한 리즈 출신 음악가들과 위칭 웨이브스를 포함한 새로운 밴드들이 참여했다. 2021년, 킬 록 스타스 소속의 하비비는 줄즈를 추모하기 위해 〈Try〉를 커버하며 "펑크에 대한 그녀의 영향은 그녀가 우리에게 영감을 준 것처럼 계속해서 살아 숨쉴 것"이라고 언급했다.

## 구성원
| - 줄즈 세일 – 보컬, 기타 (1978–1982) - 로스 알렌 – 보컬, 베이스 (1978–1982) - 베선 피터스 – 보컬, 베이스 (1978–1982) - 켈빈 나이트 – 드럼 (1979–1982) - 앨런 릭스 – 보컬, 기타 (1979–1982) | - 사이먼 베스트 – 드럼 (1978–1979) - 재키 캘리스 – 보컬, 기타, 베이스 (1982) - 그레이엄 헤이 – 기타 (1982) - 사이먼 피시 – 드럼 (1982) |

## 디스코그래피
정규 음반
- 《See the Whirl》 (1981년 7월 29일, 프리)

싱글
- 〈Mind Your Own Business〉 / 〈Now That You've Gone〉 (1979년 12월, 러프 트레이드) (영국 인디 3위[32])
- 〈Anticipation〉 / 〈You〉 (1980년 4월 7일, 러프 트레이드) (영국 인디 2위[87])
- 〈Try〉 / 〈Colour〉 (1980년 11월 26일, 러프 트레이드) (영국 인디 9위)
- 〈Shadow〉 / 〈Leaving〉 (1981년 7월, 프리)
- 〈Powerlines〉 / 〈The Heart Is a Lonely Hunter〉 (1982년 8월 5일, 프리)

컴필레이션 음반
- 《Singles & Sessions 1979–81》 (2006, 킬 록 스타스)

### 내용주
1. ↑  사운즈의 인터뷰에서는 웨일즈 출생이라고 언급되어 있다.[3]
2. ↑  사운즈 인터뷰와 《No Machos or Pop Stars》의 저자는 베선이 3차원 디자인(three-dimensional design)을 공부했다고 언급했으나,[4] 《Revenge of the She-Punks》의 저자 비비언 골드먼은 베선을 법대생이라고 언급했으며, 베선의 직업을 고급 기술 법률 자문 위원으로 소개하고 있다.[5]
3. ↑  계약이 성사되지 않은 이유에 대해서는 증언이 엇갈렸다. 1981년 줄즈는 픽션이 데모를 발매하고 싶어할 정도로 좋아했으나 "우리는 그들이 노래를 공개하는 것에는 별로 관심이 없었다"라고 언급했다.[23] 하지만 켈빈은 2013년 "크리스는 우리를 지나쳤다"고 회고했다.[24]
4. ↑  아이언 메이든과 배드 매너스는 7월 19일 오울루에서 개최한 쿠스로크 페스티벌에서,[35] 델타 5와 슬리츠는 7월 21일 헬싱키 카이보푸이스토에서 열린 콘서트에서 공연했다.[36]

### 참조주
1. ↑  월리 2017, 187쪽.
2. 1 2  아펠스타인 1996, 20쪽.
3. 1 2 3 4 5  서트클리프 1980.
4. 1 2  서트클리프 1980; 버트 2022, p. 78.
5. 1 2  골드먼 2019, 44–49쪽.
6. ↑  버트 2022, 78–79쪽.
7. ↑  버트 2022, 79쪽.
8. 1 2  랜슨 2016.
9. ↑  버트 2022, p. 79; 라우텐크란츠 1981, p. 26.
10. ↑  레딩턴 2012, 43쪽.
11. ↑  버트 2022, 153쪽.
12. ↑  아펠스타인 1996, 21쪽.
13. ↑  레딩턴 2012, p. 43; 버트 2022, p. 79.
14. ↑  스릴스 1980, 33쪽.
15. ↑  노이어 1981.
16. ↑  버트 2022, 154쪽.
17. ↑  켈리 2006; 둘리 2018, 9장.
18. ↑  스릴스 1980, p. 33; 아펠스타인 1996, p. 19.
19. ↑  콜링 2018.
20. ↑  둘리 2018, 7장.
21. ↑  둘리 2018, 7장; 아펠스타인 1996, p. 19.
22. 1 2 3  릭스 2005.
23. 1 2 3 4 5  매케이 1981, 8쪽.
24. 1 2 3 4 5  나이트 2013.
25. ↑  던힐 & 킨 1980, 2쪽.
26. ↑  매케이 1981, p. 8; 릭스 2005.
27. ↑  플레처 1980, 12쪽.
28. ↑  릭스 2005; 기마크 2005, p. 267.
29. ↑  플레처 1980, 10쪽.
30. ↑  루이스 1979, 23쪽.
31. ↑  리 1980, 45쪽.
32. 1 2  콥시 2020.
33. 1 2  라일리 2009.
34. ↑  필 세션 1980.
35. ↑  후흐타매키 2020, 15쪽.
36. ↑  쉬휘 1980, 8쪽.
37. ↑  길엄 & 배신 1981, 44쪽.
38. ↑  라우텐크란츠 1981, 27쪽.
39. ↑  스탠드 1980, 44쪽.
40. ↑  뮤직 위크 1981, 4쪽.
41. ↑  스테판 & 게오르게 1981, 18쪽.
42. ↑  세일 1981, 6쪽.
43. ↑  밀스 2006.
44. 1 2 3  아펠스타인 1996, 22쪽.
45. ↑  NME 1982, 3쪽.
46. ↑  월러 1983, 19–20쪽.
47. ↑  쿠퍼 2015.
48. ↑  보렐리 1982, 14쪽.
49. ↑  워럴 1982, 24쪽.
50. ↑  기마크 2005, 637쪽.
51. ↑  가트사이드 1982, 19쪽.
52. ↑  아펠스타인 1996, p. 22; 릭스 2005.
53. ↑  윌리엄스 2009, 126쪽.
54. ↑  유르 1982.
55. ↑  브라운 2020.
56. 1 2  요크 프레스 2015.
57. 1 2  요크 프레스 2016.
58. 1 2 3 4  디블라시 2021.
59. ↑  아펠스타인 1996, 22–23쪽.
60. ↑  태넌바움 2021.
61. ↑  쿠퍼 2018.
62. ↑  뉴랜즈 2021.
63. ↑  그로스 2006.
64. ↑  킬 록 스타스 2009.
65. ↑  블루 애플 뮤직 2011.
66. ↑  도란 2012.
67. ↑  아스와드 2021.
68. ↑  앤더슨 1980, 16쪽.
69. ↑  달튼 2006.
70. ↑  앤더슨 1980, p. 16; 켈리 2006.
71. ↑  버트 2022, 164쪽.
72. ↑  서트클리프 1980; 라우텐크란츠 1981, p. 27.
73. ↑  켈리 2006.
74. ↑  버트 2022, 90쪽.
75. ↑  코베인 2002, 229쪽.
76. ↑  한 2012; 시먼스 1980; 애덤스 2008.
77. ↑  레이놀즈 2022; 프랜스 1993.
78. ↑  레이놀즈 2007, 180쪽.
79. ↑  손 2013, 53쪽.
80. ↑  손 2013, 51쪽.
81. ↑  커츠 2024.
82. ↑  갤러거 2021; 젠킨스 2003.
83. ↑  롭슨 2021.
84. ↑  쇼넨 나이프 1982.
85. ↑  밤 더 트위스트 2016.
86. ↑  킬 록 스타스 2021.
87. ↑  사운즈 1980.

### 참고 자료
잡지 및 신문
- 아펠스타인, 마이크 (1996년 4월). “...we're ready when you are.”. 《코트 인 플럭스》. 5호. 18–23쪽. 2023년 11월 18일에 원본 문서에서 보존된 문서. 2024년 1월 28일에 확인함 – PerfectSoundForever 경유.
- 노이어, 폴 두 (1981년 9월 5일). “Nibbling the Bottom of the Real World”. 《뉴 뮤지컬 익스프레스》. 8쪽.
- 던힐, 션; 킨, 제이슨 (1980년 11월). “Delta 5: We're all ready when you are!”. 《터미널!》. 1호. 2쪽. 2024년 2월 19일에 확인함 – 인터넷 아카이브 경유.
- 라우텐크란츠, 마이크 (1981년 2월). “Delta 5”. 《지그재그》. 110호. 26–27쪽.
- 스릴스, 어드리언 (1980년 3월 15일). “Rock & Roll, Rants & The Personal Dance”. 《뉴 뮤지컬 익스프레스》. 33쪽.
- 매케이, 사이먼 (1981년 7월). “Delta 5” (PDF). 《이센트릭 슬리브 노츠》. 1호. 8–9쪽. 2024년 2월 17일에 원본 문서 (PDF)에서 보존된 문서. 2024년 2월 17일에 확인함.
- 플레처, 토니 (1980년 8월). “Delta 5 ~ A Band for All Reasons”. 《재밍!》. 10호. 10쪽.
- 루이스, 앨런 (1979년 12월 8일). “Singles”. 《사운즈》. 23쪽.
- 리, 크레이그 (1980년 1–2월). “45s”. 《슬래시》. 3권 1호. 45쪽  – 인터넷 아카이브 경유.
- 스탠드, 마이크 (1980년 10월 30일–11월 12일). “El Peas”. 《스매시 히츠》. 44쪽. 2024년 2월 14일에 확인함 – 인터넷 아카이브 경유.
- “Talent Survey Reveals Trend To Rock 'N' Roll” (PDF). 《뮤직 위크》. 1981년 1월 17일. 1, 4쪽. 2023년 8월 10일에 원본 문서 (PDF)에서 보존된 문서  – worldradiohistory 경유.
- 밀스, 프레드 (2006년 3–4월). “Delta 5: Delta Force”. 《하프》. 5권 2호. 2006년 3월 20일에 원본 문서에서 보존된 문서.
- 월러, 조니, 편집. (1983년 1월 1일). “1982 *That Was The Year That Was*” (PDF). 《사운즈》. 19–20쪽. 2023년 6월 23일에 원본 문서 (PDF)에서 보존된 문서. 2024년 1월 4일에 확인함 – worldradiohistory 경유.
- 보렐리, 사우로 (1982년 2월 12일). “Come suonare il rock divertendosi e facendo divertire”. 《루니타》 59 (34). 14면  – 인터넷 아카이브 경유.
- 워럴, 프랭크 (1982년 8월 14일). “The front line Delta offensive”. 《멜로디 메이커》. 24쪽.
- 가트사이드, 그린 (1982년 8월 14일). “Singles”. 《멜로디 메이커》. 19쪽.
- 태넌바움, 롭 (2021년 6월 10일). “In the '80s, Post-Punk Filled New York Clubs. Their Videos Captured It.”. 《뉴욕 타임스》. 2021년 6월 12일에 원본 문서에서 보존된 문서. 2024년 2월 1일에 확인함.
- 쿠퍼, 닐 (2018년 11월 1일). “Twice Blessed: How the Mekons got back together”. 《헤럴드》. 2022년 10월 7일에 원본 문서에서 보존된 문서. 2024년 2월 1일에 확인함.
- 뉴랜즈, 엠마 (2021년 11월 14일). “The Big Interview: life science pioneer and MiAlgae director Professor Simon Best”. 《스코츠먼》. 2022년 12월 6일에 원본 문서에서 보존된 문서. 2024년 1월 5일에 확인함.
- “York musician Kelvin Knight, whose band inspired Kurt Cobain, dies aged 56”. 《요크 프레스》. 2015년 12월 9일. 2022년 10월 26일에 원본 문서에서 보존된 문서. 2023년 12월 29일에 확인함.
- 파머, 로버트 (1981년 5월 22일). “Rock's New Women Are Going It Alone”. 《뉴욕 타임스》. C1면. 2024년 1월 6일에 원본 문서에서 보존된 문서. 2024년 1월 31일에 확인함.
- 프랜스, 킴 (1993년 9월).  블랙웰, 마크, 편집. “Jackson Whole: The women of Luscious Jackson prove to be more than mere Beastie girls.”. 《스핀》. 9권 6호. 22쪽. 2024년 1월 2일에 확인함 – 구글 도서 경유.
- 젠킨스, 마크 (2003년 3월 13일). “PIGFACE "Easy Listening . . . ...”. 《워싱턴 포스트》. 2024년 2월 8일에 원본 문서에서 보존된 문서. 2024년 2월 9일에 확인함. (구독 필요).
- 롭슨, 대니얼 (2021년 12월 3일). “40 years of Japanese rockers Shonen Knife: ‘Nirvana looked wild – I was so scared!’”. 《가디언》. 2024년 1월 14일에 원본 문서에서 보존된 문서. 2024년 2월 1일에 확인함.
- “Album tribute to legendary York musician”. 《요크 프레스》. 2016년 5월 18일. 2024년 1월 31일에 원본 문서에서 보존된 문서. 2024년 2월 1일에 확인함.
- 한, 마이클 (2012년 5월 24일). “Have you ever seen a less fitting support than Slash's pick for his London show?”. 《가디언》. 2022년 3월 25일에 원본 문서에서 보존된 문서. 2024년 2월 20일에 확인함.
- 시먼스, 실비 (1980년 5월 24일). “PIL in Hollywood”. 《사운즈》. 2020년 1월 31일에 원본 문서에서 보존된 문서. 2024년 2월 20일에 확인함 – Fodderstompf 경유.
- 서트클리프, 필 (1980년 8월 2일). “The Delta Of Venus: Delta 5”. 《사운즈》. 2023년 6월 3일에 원본 문서에서 보존된 문서. 2024년 2월 20일에 확인함 – rock's backpages 경유. (구독 필요).
- “Alussa oli Slits” (PDF). 《쉬휘》 (핀란드어). 3호. 1980년. 7–8쪽. 2023년 4월 20일에 원본 문서 (PDF)에서 보존된 문서. 2024년 2월 20일에 확인함.
- 길엄, 모니카; 배신, 데이비드 (1981년 6월). “Delta 5”. 《대미지》. 12-13호. 44쪽. 2024년 2월 27일에 확인함 – 인터넷 아카이브 경유.
- 앤더슨, 짐 (1980년 12월). “Delta 5: 3 Birds＋No Pigeonhole”. 《뉴욕 로커》. 34호. 16쪽.
- 세일, 줄즈 (1981년). “A Letter from Delta 5”. 《울 시티 로커》. 14호. 6–7쪽. 2024년 3월 20일에 확인함 – 인터넷 아카이브 경유.
- 스테판; 게오르게 (1981년 3월). “Delta 5 Interview”. 《스펙스》 (독일어). 18쪽.
- “Delta 5: two out”. 《뉴 뮤지컬 익스프레스》. 1982년 1월 23일. 3쪽.
- “Vinyl Score”. 《사운즈》. 1980년 5월 10일. 8쪽.

웹사이트
- 나이트, 켈빈 (2013년 1월 5일). “Delta 5 – a post punk diary – adventures of influential band”. 《라우더 댄 워》. 2013년 3월 12일에 원본 문서에서 보존된 문서. 2024년 1월 4일에 확인함.
- 켈리, 제니퍼 (2006년 2월 22일).  골드버그, 마이클, 편집. “Delta 5's Edgy Post-Punk Resurrected”. 《neumu》. 2023년 11월 28일에 원본 문서에서 보존된 문서. 2024년 2월 19일에 확인함.
- 콥시, 롭 (2020년 1월 21일). “Celebrating 40 years of the Independent Singles Chart”. 오피셜 차트 컴퍼니. 2020년 12월 8일에 원본 문서에서 보존된 문서. 2024년 2월 16일에 확인함.
- 라일리, 마크 (2009년 7월 8일). “Kelvin Knight of Delta 5 writes!....”. 《6 뮤직 메시지보드》. BBC 라디오 6 뮤직. 2024년 2월 17일에 원본 문서에서 보존된 문서. 2024년 2월 17일에 확인함.
- “04/02/1980 - The Delta 5”. 《Peel Sessions》. BBC. 2013년 1월 22일에 원본 문서에서 보존된 문서. 2024년 2월 17일에 확인함.
- 유르, 밋지 (1982년 6월). “Stars on 45”. 《플렉시팝》.
- 브라운, 개빈 (2020년 10월 6일). “(((O))) INTERVIEW: LU EDMONDS AND MARK ROBERTS FROM BLABBERMOUTH”. 《에코스 앤드 더스트》. 2021년 6월 18일에 원본 문서에서 보존된 문서. 2024년 2월 1일에 확인함.
- 그로스, 제이슨 (2006년 1월 23일). “Delta 5 alive”. 《Ye Wei Blog》. 2008년 5월 18일에 원본 문서에서 보존된 문서. 2024년 2월 6일에 확인함.
- “CELEBRATING THE 30 YEAR ANNIVERSARY OF MIND YOUR OWN BUSINESS”. 킬 록 스타스. 2009년 10월 13일. 2009년 10월 22일에 원본 문서에서 보존된 문서.
- “Delta 5 Singles and Sessions Plus (CD album)”. 블루 애플 뮤직. 2009년. 2011년 5월 28일에 원본 문서에서 보존된 문서.
- 도란, 존 (2012년 3월 14일). “LISTEN: Wrangler Cover Delta 5”. 《콰이터스》. 2024년 1월 15일에 원본 문서에서 보존된 문서. 2024년 1월 15일에 확인함.
- 아스와드, 젬 (2021년 5월 21일). “How Did ‘Mind Your Own Business,’ Delta 5’s 40-Year-Old Cult Hit, End Up in an Apple Ad?”. 버라이어티. 2023년 6월 28일에 원본 문서에서 보존된 문서. 2023년 12월 29일에 확인함.
- 디블라시, 로렌 (2021년 12월 16일). “Delta 5's Julz Sale had complete control”. NPR. 2022년 1월 1일에 원본 문서에서 보존된 문서.
- 애덤스, 션 (2008년 11월 28일). “Simon Raymonde of Bella Union's tribute to Rough Trade”. 《드로운드 인 사운드》. 2021년 6월 19일에 원본 문서에서 보존된 문서. 2024년 2월 20일에 확인함.
- 레이놀즈, 사이먼 (2022년 10월 3일). “Beastie Boys: ‘Check Your Head’ @ 30”. 타이달. 2022년 10월 22일에 원본 문서에서 보존된 문서. 2024년 1월 2일에 확인함.
- 갤러거, 알렉스 (2021년 9월 23일). “Delta 5 singer and guitarist Julz Sale has died”. 뉴 뮤지컬 익스프레스. 2022년 1월 25일에 원본 문서에서 보존된 문서. 2024년 2월 9일에 확인함.
- 커츠, 케이티 (2024년 1월 17일). “Carrie Brownstein Cratedigs Her Bandcamp Favorites”. 밴드캠프. 2024년 1월 19일에 원본 문서에서 보존된 문서. 2024년 1월 31일에 확인함.
- “Days of Our Youth (an eclectic compilation of Delta 5 covers)”. 《밴드캠프》. 2016년. 2024년 1월 29일에 원본 문서에서 보존된 문서. 2024년 1월 30일에 확인함.
- “Habibi 'Nice Try' EP - tribute to Julz Sale of Delta 5”. 《킬 록 스타스》. 2021년 9월 23일. 2023년 9월 24일에 원본 문서에서 보존된 문서. 2024년 2월 9일에 확인함.
- 달튼, 트리니 (2006년 2월 1일). “The Party Revisited”. LA 위클리. 2020년 8월 14일에 원본 문서에서 보존된 문서. 2024년 3월 5일에 확인함.
- 콜링, 닐스 (2018년 6월). “The Simon Best Interview”. 《The Black Hit of Space》. 2024년 1월 6일에 원본 문서에서 보존된 문서. 2024년 3월 6일에 확인함.

서적
- 버트, 개빈 (2022년). 《No Machos or Pop Stars: When The Leeds Art Experiment Went Punk》. 더럼: 듀크 대학교 출판부. ISBN 9781478016007.
- 둘리, 짐 (2018년). 《Red Set: A History of Gang of Four》. 런던: 리피터 북스. ISBN 978-1912248032.
- 레딩턴, 헬런 (2012년). 《The Lost Women of Rock Music: Female Musicians of the Punk Era》 2판. 셰필드: 이쿼녹스. ISBN 9781845539573.
- 기마크, 조지 (2005년). 《Punk Diary: The Ultimate Trainspotter's Guide to Underground Rock, 1970–1982》. 샌프란시코: 백비트 북스. ISBN 0879308486. (가입 필요).
- 코베인, 커트 (2002년). 《Journals》. 런던: 펭귄 북스. ISBN 0670913707. 2023년 12월 29일에 확인함 – 인터넷 아카이브 경유. (가입 필요).
- 레이놀즈, 사이먼 (2007년). 《Bring the Noise: 20 Years of Writing About Hip Rock and Hip-Hop》. 런던: 페이버. ISBN 9780571232079. 2024년 1월 4일에 확인함 – 인터넷 아카이브 경유. (가입 필요).
- 손, 트레이시 (2013년). 《Bedsit Disco Queen: How I Grew Up and Tried to be a Popstar》. 런던: 비라고. ISBN 9781844088683. 2024년 1월 31일에 확인함 – 인터넷 아카이브 경유. (가입 필요).
- 후흐타매키, 미카엘 (2020년). 《Scream for Me Finland!: Kansainvälistä Hevikeikkahistoriaa 1980-luvun Suomessa》 (핀란드어). 바자르. ISBN 9789523762510.
- 윌리엄스, 폴 (2009년). 《You're Wondering Now: The Specials from Conception to Reunion》. 런: 체리 레드 북스. ISBN 9781901447514. 2024년 2월 27일에 확인함 – 인터넷 아카이브 경유. (가입 필요).
- 골드먼, 비비언 (2019년 5월 7일). 《Revenge of the She-Punks: A Feminist Music History from Poly Styrene to Pussy Riot》. 오스틴: 텍사스 대학교 출판부. ISBN 9781477316542.
- 월리, 매튜. 《No Future: Punk, Politics and British Youth Culture, 1976–1984》. 런던: 케임브리지 대학교 출판부. ISBN 9781316625606.

라이너 노트
- 릭스, 앨런 (2005년 10월). 《Delta 5》 (부클릿). 델타 5. 킬 록 스타스. KRS415. 2023년 7월 10일에 원본 문서에서 보존된 문서. 2024년 2월 18일에 확인함 – 밴드캠프 경유.
- 쿠퍼, 닐 (2015년 11월). 《The Undisco Kidds》 (부클릿). 부츠 포 댄싱. 에이선스 오브 더 노스. AOTNLP 005. 2024년 1월 6일에 원본 문서에서 보존된 문서. 2024년 1월 30일에 확인함 – Coffee-Table Notes 경유.
- 《みんなたのしく少年ナイフ》 (부클릿). 쇼넨 나이프. 1982년.

영상
- 랜슨, 조니 (2016년 10월 26일). 〈Music in Leeds - Volume 2〉. 《뮤직 인 리즈》. BBC 라디오 리즈. 2020년 4월 28일에 원본 문서에서 보존된 문서. 2024년 2월 19일에 확인함.